# Portillo de Toledo
Portillo de Toledo é um município da Espanha na província de Toledo, comunidade autónoma de Castilla-La Mancha, de área 20 km² com população de 2097 habitantes (2006) e densidade populacional de 109,29 hab/km².

## Demografia
| Variação demográfica do município entre 1991 e 2004 | Variação demográfica do município entre 1991 e 2004 | Variação demográfica do município entre 1991 e 2004 | Variação demográfica do município entre 1991 e 2004 |
| --------------------------------------------------- | --------------------------------------------------- | --------------------------------------------------- | --------------------------------------------------- |
| 1991                                                | 1996                                                | 2001                                                | 2004                                                |
| 1910                                                | 1933                                                | 2055                                                | 2152                                                |